# 이예림 (1979년)
이예림(본명: 유소영, 1979년 8월 10일 ~ )은 대한민국의 배우이다.

## 학력
- 서울예술대학교 방송연예과 졸업

## 출연작

### TV 드라마
- 1996년 KBS1 청소년드라마 《신세대 보고 어른들은 몰라요》
- 1997년 MBC 청춘시트콤 《남자 셋 여자 셋》
- 1999년 KBS2 미니시리즈 《초대》
- 1999년 MBC 미니시리즈 《햇빛속으로》
- 2000년 MBC 주간시트콤 《세 친구》
- 2001년 SBS 대하드라마 《여인천하》
- 2006년 MBC 미니시리즈 《90일, 사랑할 시간》
- 2008년 MBC 주말드라마 《내 여자》

## 광고
- 타고나 감기약
- 2003년 태왕건설 아파트
- 2003년 LG 정보통신 홍보영화
- 2007년 CJ 인터넷 Hello Set